# Entführungsfall Abu Sajaf

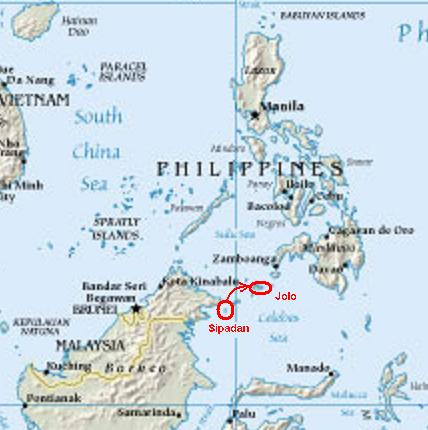
Weg der Entführten per Boot von Sipadan nach Jolo

Der Entführungsfall Abu Sajaf bezeichnet den Überfall auf eine ostmalaysische Urlaubsinsel und die Entführung und Geiselnahme ausländischer Touristen und weiterer Personen auf der philippinischen Insel Jolo durch die islamistische Terrororganisation Abu Sayyaf im Jahr 2000.

## Ablauf der Geiselnahme
Am Ostersonntag, den 23. April 2000, brachten Mitglieder der islamistischen Terrororganisation Abu Sayyaf in einem für Tauchurlaube spezialisierten Hotelbetrieb auf der malaysischen Insel Sipadan vor der Ostküste Borneos 21 Touristen und Angestellte in ihre Gewalt. Die 18 Entführer um den Anführer Ghalib Andang fuhren mit zwei Schnellbooten über die Sulusee zur Celebessee und überfielen am frühen Abend vermummt sowie mit Sturmgewehren bewaffnet das Urlaubsresort.
Mit Ausnahme eines US-amerikanischen Ehepaares, das sich auch nach Erschießungsandrohung strikt geweigert hatte, in eines der Boote zu steigen, da die Frau nicht schwimmen konnte, verschleppten sie die Feriengäste und Arbeiter in einer etwa zwanzigstündigen Schnellboote-Fahrt über ca. 350 Kilometer auf die zum philippinischen Sulu-Archipel gehörende Insel Jolo.
Unter den Entführten befanden sich zehn Touristen und elf Angestellte. Zu den Urlaubern zählten drei Angehörige einer deutschen Familie aus Göttingen: Das Lehrer-Ehepaar Renate und Werner Wallert (beide Jahrgang 1943) und ihr Sohn Marc (geboren am 8. Juli 1973; der drei Jahre ältere Bruder Dirk war zu Hause geblieben). Der Studiendirektor Werner Wallert war zu dieser Zeit am Göttinger Theodor-Heuss-Gymnasium Lehrer für Englisch und Geographie.
Zu den weiteren Geiseln gehörten das französische Paar Sonia Wendling und Stéphane Loisy aus Drusenheim, das südafrikanische Ehepaar Monique und Callie Strydom aus Johannesburg, die beiden Finnen Risto Vahanen und Seppo Fränti aus Helsinki sowie die in Paris wohnhafte Franco-Libanesin Marie-Michel Moarbes (die während der Entführung die französische Staatsbürgerschaft erhielt).
Hinzu kamen neun malaysische und zwei philippinische Arbeiter, die von den Touristen allerdings nach etwa einem Monat getrennt wurden.
Die Verschleppten wurden in ein Lager mitten im Dschungel gebracht. Nach zwei Befreiungsversuchen der philippinischen Armee Anfang Mai wurde der Aufenthaltsort der Geiseln durch ihre Bewacher fünfmal verlegt, wofür zum Teil lange unter schlechten Bedingungen durch unwegsames Gelände marschiert werden musste.
Zur selben Zeit waren die meisten Opfer einer seit dem 20. März andauernden Entführung auf der Insel Basilan gewaltsam befreit worden. Dabei hatten Abu-Sayyaf-Kämpfer unter Führung von Khadaffy Janjalani mehrere Schulkinder, einige Lehrer sowie den Direktor und Priester Roel Gallardo aus einer katholischen Schule entführt; fünf Lehrer und Gallardo überlebten die Geiselnahme nicht.
Der von Sipadan entführten Gruppe folgten später rund drei Dutzend Journalisten der internationalen Weltpresse, die sich in Hotels auf Jolo einquartiert hatten und bei mehreren Terminen die Dschungelcamps besuchen durften. So bekam die deutsche Öffentlichkeit im Fernsehen vor allem Renate Wallert öfters zu Gesicht, die nach zwölf Wochen Gefangenschaft mit Gewalt- und Todesdrohungen, militärischen Auseinandersetzungen und durch die ständige Schusswaffenpräsenz der Entführer nervlich stark belastet wirkte.
Am 17. Juli ließen die Terroristen Renate Wallert nach 85 Tagen wegen ihres psychischen Zustandes als erste Geisel aus der Urlaubergruppe gehen. Daraufhin wurde sie sofort nach Deutschland geflogen, wo ihr nach einer Untersuchung in der Universitätsmedizin Göttingen ein „überraschend guter“ Allgemeinzustand attestiert wurde.
Derweil waren auch einige der Journalisten von den Geiselnehmern festgesetzt worden, insbesondere am 9. Juli die Reporterin Maryse Burgot, der Kameramann Jean-Jacques Le Garrec und der Tontechniker Roland Madura vom TV-Sender France 2.
Der deutsche Korrespondent Andreas Lorenz vom Nachrichtenmagazin Der Spiegel war bereits am 2. Juli von einer Splittergruppe entführt worden und wurde am 27. Juli wieder freigelassen, nachdem das Magazin ein Lösegeld gezahlt hatte.
Am 27. August 2000 kam Werner Wallert nach 127 Tagen Geiselhaft frei. Zusammen mit ihm wurden vier Geiseln, Marie-Michel Moarbes, Sonia Wendling und Maryse Burgot sowie Monique Strydom, entlassen; am folgenden Tag zudem ihr Ehemann Callie Strydom. Am 9. September 2000 wurden 140 Tage Gefangenschaft auch für Marc Wallert, Stéphane Loisy, Risto Vahanen und Seppo Fränti beendet.
Das philippinische Militär intensivierte nun auf Befehl von Präsident Joseph Estrada die Angriffe auf die Entführergruppe, obwohl sich die beiden TV-Mitarbeiter Le Garrec und Madura noch in ihrer Gewalt befanden; die zwei Franzosen konnten letztlich am 20. September 2000 während einer Armeeattacke entkommen.

## Hintergrund und Nachwirkungen

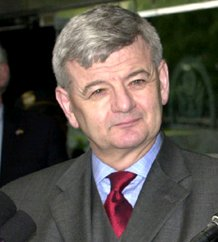
Joschka Fischer war Außenminister zur Zeit der Geiselnahme

Der damalige libysche Staatschef Muammar al-Gaddafi beziehungsweise die Gaddafi International Foundation of Charitable Associations (GIFCA) unter der Leitung seines Sohnes Saif al-Islam al-Gaddafi sollen bei den Verhandlungen vermittelt und rund 25 Millionen US-Dollar für die Touristen und das TV-Team gezahlt haben.
Die schon fest erwartete Freilassung der Geiseln war zunächst offenbar an einem Lösegeldstreit zwischen dem libyschen Unterhändler Radschab Assaruk und den Abu-Sayyaf-Terroristen gescheitert. Die Geldzahlung wurde allgemein als Einstieg Libyens zur Korrektur seiner internationalen Ächtung infolge der Verwicklung in den Lockerbie-Anschlag von 1988 gesehen und teils dem Hintergrundeinfluss des Auswärtigen Amts unter Joschka Fischer sowie der Aktivität des Krisenstabes zugerechnet. Öffentlich war das Geld als Entwicklungshilfe deklariert worden; offizielle Stellungnahmen zu einer Lösegeldzahlung seitens der Bundesregierung waren jedoch vom Außenministerium auch in diesem Fall wie üblich nicht zu erhalten.
Die beiden Geiselgruppen, erst um Werner, dann um Marc Wallert, reisten nach ihrer Freilassung jeweils zunächst nach Tripolis, um an einem Treffen mit Muammar al Gaddafi und dessen Sohn teilzunehmen. Die erste Gruppe wurde für ihre Danksagung symbolisch vor Ruinen von Gaddafis Residenz Bab al-Aziziya postiert, die von der United States Air Force bei der Operation El Dorado Canyon im April 1986 bombardiert worden war. Bei der zweiten Gruppe wurde auf diese Demonstration verzichtet.
Am 12. September 2000 traf auch Außenminister Joschka Fischer in Tripolis ein, um sich bei der libyschen Führung für die Hilfe zur Bewältigung der Geiselkrise auf den Philippinen zu bedanken.
Im Dezember 2000 veröffentlichte Werner Wallert ein Buch mit dem Titel „Horror im Tropenparadies: Tagebuch einer Entführung“, in dem er den Ablauf der Geiselnahme und die Zeit auf Jolo beschrieb.
Die malaysischen und philippinischen Angestellten aus Sipadan waren nach und nach bereits vor den letzten Touristen freigelassen worden, mit Ausnahme des Filipinos Roland Ullah, der angesichts des Medienrummels um die Wallerts relativ unbemerkt von der deutschen Öffentlichkeit als einzige Geisel in Gefangenschaft verblieben war.
Die Tageszeitung taz veröffentlichte zu diesem Aspekt am 21. April 2001, kurz vor dem ersten Jahrestag der Entführung, einen kritischen Artikel, in dem Auslandsredakteur Sven Hansen fragte: „Interessieren uns Ereignisse in der Dritten Welt nur, wenn sich dort wie in Jolo Katastrophen abspielen, die uns irgendwie betreffen? Wenn das Fernsehen dabei ist? Oder wenn „wir“ dort wirtschaftliche Interessen haben? [...] Warum hat fast jeder schon von den dreitausend Paar Schuhen der Dikatorenwitwe [sic] Imelda Marcos gehört, aber bis zum vergangenen Jahr fast niemand vom Konflikt im Süden der Philippinen? Wie viele weiße Flecken wollen wir uns auf der Karte der internationalen Berichterstattung leisten?“
Etwa fünf Wochen später verursachte die nächste Abu-Sayyaf-Massenentführung mit Beteiligung von westlichen Touristen weltweite Schlagzeilen. Das zwölfmonatige Geiseldrama auf der Insel Basilan verlief aufgrund schwerer Kämpfe und zahlreicher Hinrichtungen deutlich blutiger als das vorherige auf Jolo. Der US-Bürger Guillermo Sobero wurde enthauptet. Der US-Bürger Martin Burnham,  Ehemann von Gracia Burnham, wurde wie auch die philippinische Krankenschwester Ediborah Yap beim finalen Befreiungsversuch im Juni 2002 erschossen.
Im Juni 2003 vermeldete die Zeitung The Philippine Star, dass „die vergessene Geisel“ (“the forgotten hostage”) Roland Ullah am 4. Juni 2003 vom Militär aus der Gefangenschaft gerettet worden war.
Werner Wallert sagte hingegen nach seiner Freilassung: „Ich würde mich freuen, wenn ich irgendwann mal lesen würde, dass die verhaftet und ihrem gerechten Schicksal zugeführt worden sind.“ Ghalib Andang, der Anführer der Terrorgruppe, der sich den Kampfnamen Commander Robot gegeben hatte, wurde am 7. Dezember 2003 festgenommen und während eines Feuergefechts so schwer verletzt, dass ihm das linke Bein amputiert werden musste. Sein Cousin und Stellvertreter Mujib Susukan war bereits im Februar 2003 bei einem Militäreinsatz erschossen worden.
Andang wurde schließlich am 15. März 2005 bei einer Gefängnisrevolte am Stadtrand von Manila getötet.
Zum 20. Jahrestag im Jahr 2020 erschienen insbesondere in den Herkunftsländern der beteiligten Geiseln mehrere Artikel zum Entführungsfall, in deutschen Medien kam zumeist Marc Wallert zu Wort. Dieser hat seine frühere Karriere als Unternehmensberater mittlerweile aufgegeben und betätigt sich nun mit der Erfahrung seiner Erlebnisse als Buchautor und Keynote Speaker für Krisenintervention und Resilienztraining.
Im Oktober 2024 wurden 17 Terroristen wegen der Entführung zu lebenslangen Freiheitsstrafen verurteilt.